# Vallisneria longipedunculata
Vallisneria longipedunculata är en dybladsväxtart som beskrevs av X.S.Shen. Vallisneria longipedunculata ingår i släktet Vallisneria och familjen dybladsväxter. Inga underarter finns listade.